# Brooke Fraser
Brooke Gabrielle Ligertwood mais conhecida como Brooke Ligertwood, anteriormente conhecida como Brooke Fraser seu nome de solteira (Wellington, 15 de dezembro de 1983) é uma cantora da Nova Zelândia. Ela foi integrante do grupo Hillsong United, e voltou a fazer parte do Hillsong Live que agora é Hillsong Worship. 
Dá assistência a várias igrejas da Hillsong Church. Em  sua carreira solo, hoje trabalha em seu quarto álbum de estúdio, Brutal Romantic. Seu terceiro álbum de estúdio Flags se tornou o mais conhecido de sua carreira, com os singles "Something In The Water", "Betty" e "Coachella", alcançando o primeiro lugar nas rádios neozelandesas em 2010.

## Biografia

### Infância, adolescência e início de carreira
Brooke é a mais velha dos três filhos de Bernie Fraser e sua esposa Lynda Fraser, seus irmãos são Shea e Matt Fraser. Ela logo cedo se destacou pelos seus talentos musicais. Brooke começou sua carreira tocando piano ao sete anos de idade, que continuou até os dezessete anos. Ela começou a compor músicas e partituras para guitarra aos 12 anos. Notavelmente, nunca fez aulas para canto.
Ela foi descoberta por olheiros aos 15 anos, mas não quis pois era muito nova e preferia os estudos. Ela se apresentou no Festival Musical Parachute, um Festival Anual de Música Gospel, e começou desde 2000 a se apresentar todos os anos. Brooke foi apresentadora em um programa de auditório da TV a Cabo. Ela também começou a escrever artigos para a revista Soul Purpose Magazine ao 15 anos e se tornou editora-chefe em 2002. Depois de participar brevemente cantando em um pequeno filme em 2002, decidiu seguir a carreira de cantora.

### Vida pessoal
Depois do sucesso do seu primeiro álbum, Brooke Fraser se mudou para Sydney para seguir sua carreira e ainda mora lá. Brooke Fraser está congregando na Hillsong Church, da qual é líder de louvor e colaboradora dos álbuns da Hillsong United. É compositora e cantora cristã, e continua participando em eventos de Igrejas Cristãs. Se casou com Scott Ligertwood em 17 de Março de 2008 e passou a assinar Brooke Gabrielle Fraser Ligertwood.

## Filantropia
Apesar de Brooke ter uma longa carreira de sucesso há tantos anos, ela sempre usou sua posição para destacar muitas boas causas e  projetos de caridade, e levantou muito dinheiro por elas nesse processo. Em 2010, durante sua turnê pelos Estados Unidos promovendo seu terceiro álbum Flags, a cantora, em conjunto com a Charity: Water lançaram uma campanha pedindo aos fãs que doassem $27,00 de presente pelo seu aniversário de 27 anos. A meta era levantar $50.000,00 para criar poços de água pura na Etiópia, se juntando a famosos como Justin Bieber, Will Smith e Adam Lambert. A campanha de aniversário de Brooke foi um sucesso, levantando mais de $54.000,00. Ela prometeu continuar com outros projetos com a Charity: Water.

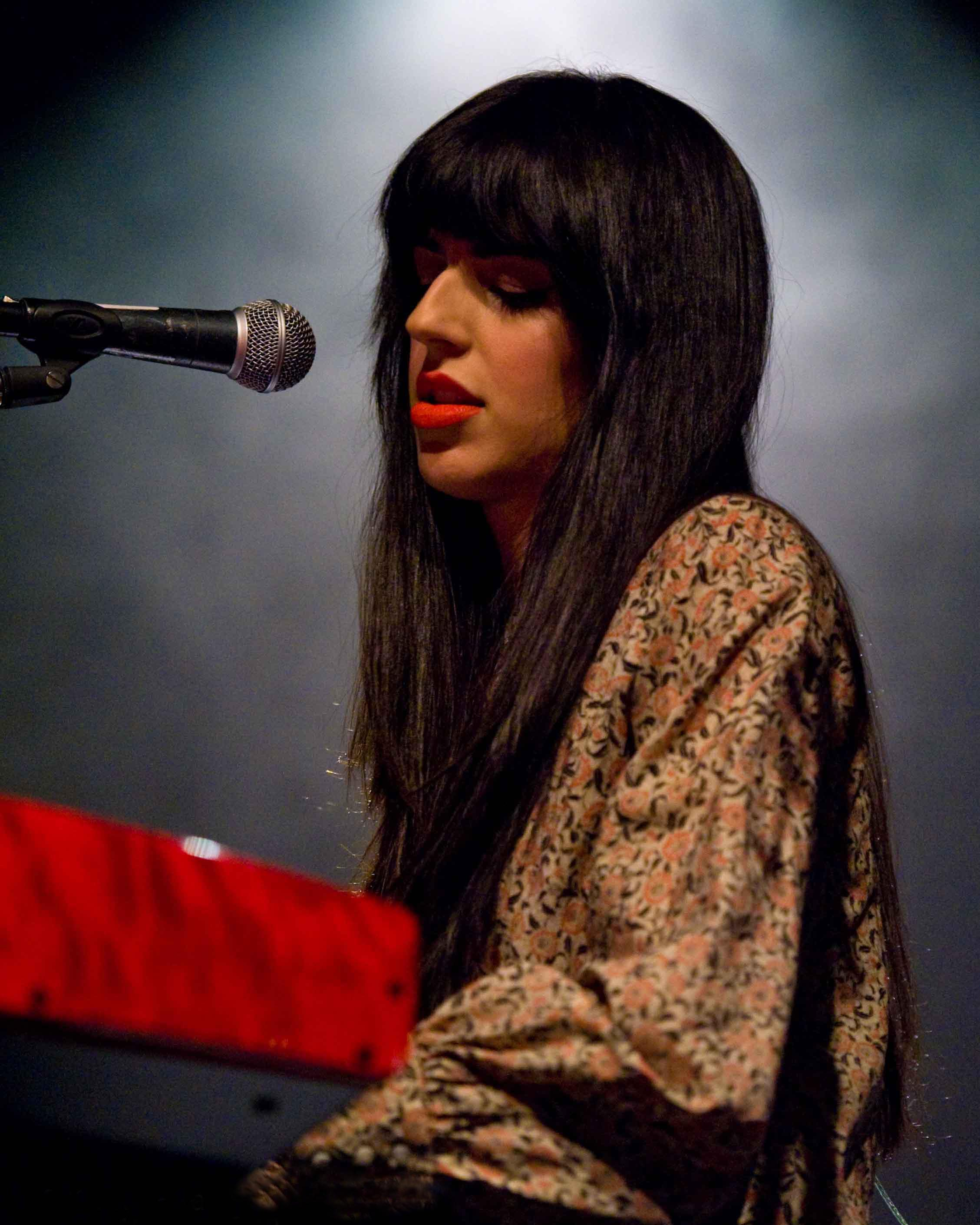
Apresentação de Brooke Fraser em Seattle nos Estados Unidos, em 8 Decembro de 2010

Brooke Fraser trabalhou com a World Vision como Artista Associada desde 2001. Ela visitou o Camboja e a Tanzânia com a Visão Mundial (World Vision), as Filipinas com a Opportunity International e viajou independentemente para a Ruanda em junho de 2005. Em junho de 2006, como parte do do evento de caridade "Esperança Ruanda" (Hope Rwanda) e em Maio de 2007, quando ela filmou o videoclipe da sua canção "Albertine" de seu segundo álbum de estúdio homônimo.
Ela também apadrinhou onze crianças através do World Vision 

## Discografia

### What to Do with Daylight(2003)
O primeiro álbum de Fraser, What to Do with Daylight, foi lançado na Nova Zelândia no final de 2003, estreando em número um e alcançou o status de ouro na mesma semana. O álbum foi platina sete vezes, e permaneceu nas paradas por 66 semanas.
Após o lançamento de What To Do with Daylight, Fraser visitou a Austrália e a Nova Zelândia com o cantor americano John Mayer e, em seguida saiu em turnê pela Nova Zelândia com o veterano artista de rock David Bowie. Enquanto estava em turnê com John Mayer, ela conheceu seu guitarrista e tecladista Michael Chaves que, após a gravação do álbum de Mayer Heavier Things, foi convidado por Brooke para tocar em seu álbum e turnês.

### Albertine(2006)
Em 2005, antes de escrever e preparar o seu álbum seguinte, Brooke fez uma viagem para África para conhecer a Ruanda antes de visitar as crianças que apadrinhou  na Tanzânia. Nesta viagem, ela ficou tão comovida que escreveu a canção "Albertine", sobre uma criança (chamada Albertine), a quem ela conheceu enquanto estava em Ruanda. Mais tarde foi decidido fazer desta canção a faixa-título do álbum.
Para o segundo álbum, Fraser decidiu alistar uma nova banda, formada principalmente por notáveis músicos americanos.
Em 2006, Fraser e a banda entraram no estúdio em Los Angeles para gravar o álbum.
Em 4 de dezembro de 2006 Albertine foi lançado na Nova Zelândia, alcançando platina dupla em menos de um mês após seu lançamento e que se manteve no top 20 a cada semana desde então. O álbum foi lançado na Austrália e internacionalmente em 31 de março de 2007. Na Austrália, ele alcançou o número 29 em sua primeira semana de 9 de abril e  as vendas alcançaram o ouro.
Em 6 de abril de 2007, Fraser cantou "Deciphering Me" para a Good Friday Appeal, um evento de angariação de fundos anual televisionado para arrecadar dinheiro para o Hospital Infantil Royal em Melbourne.
Em 2008, Fraser participou do álbum Me + You + the World de Dave Barnes na canção "Believe" como backing vocal.
Albertine também foi a estreia de Fraser nos Estados unidos, lançado 27 de maio de 2008 e entrou para a Billboard 200 na posição #90 em 19 de julho de 2008. Seu álbum de foi sucesso de vendas on-line depois de ter sido escolhido como Escolha do Editor em iTunes. Em setembro, ela revisitou várias grandes cidades dos Estados Unidos e completou a turnê em Bush do Pastor Empire, em Londres, Reino Unido.

### Flags(2010)
Flags foi gravado no East West Studios, em Hollywood, no verão de 2010 e chegou ao 3º lugar na parada de álbuns EUA iTunes. Flags foi certificado ouro na Austrália e 3 vezes Platina na Nova Zelândia onde foi o álbum mais vendido de 2010.
Flags tem recebido elogios de colegas e de imprensa também. Sara Bareilles anunciou aos seus 2 milhões de seguidores no Twitter "Se você não a conhece, deveria. @brookefraser é uma jóia. Novo álbum agora. Yay." O Women and Wear Daily chamou Brooke Fraser de "The Kiwi Norah Jones" (A Norah Jones neo-zelandesa).
Na sua análise de Flags, Glide Magazine disse: "terceiro lançamento Brooke Fraser, Flags, é uma maravilha. Desde as lindas imagens líricas aos impressionantes vocalistas convidados que participaram (Cary Brothers, Jon Foreman and Aqualung, entre outros), desde as performances etéreas e soprosa às das paisagens sonoras de Fraser, esse álbum é cheio de beleza e permanece como um das realizações mais notáveis de 2010."

### Brutal Romantic(2014)
Brutal Romantic é o quarto álbum de Brooke Fraser em sua carreira solo. Foi lançado no dia 18 de Novembro de 2014 na Austrália, Nova Zelândia, América do Norte e Ásia e durante a Primavera 2015 na Europa. O álbum foi produzido por Brooke e David Kosten. O álbum foi gravado no estúdio Kosten's West London e as partes orquestrais foram gravadas no lendário estúdio Abbey Road.
Em 13 de agosto de 2014, Brooke lançou uma "música teste" intitulada "Psychosocial", no SoundCloud. A canção marcou uma mudança radical na direção musical que Brooke Fraser tomou, mudando de uma cantora-compositora acústica baseada em melodias para pegadas mais eletrônicas. Brooke Fraser contou com a participação de seu marido, Scott Ligertwood, na composição e produção do álbum. Scott participou da composição de "Start a War" e "Kings & Queens", sendo que Brooke disse em suas redes sociais que ele também tinha participado da produção sonora desta última.

### Clipes
| Clip                                                       | Diretor                        | Ano  |
| ---------------------------------------------------------- | ------------------------------ | ---- |
| "Better"                                                   |                                | 2003 |
| "Lifeline" (versão internacional) "Lifeline" (versão wiki) |                                | 2003 |
| "Saving the World"                                         |                                | 2004 |
| "Arithmetic"                                               |                                | 2004 |
| "Without You"                                              |                                | 2005 |
| "Deciphering Me"                                           |                                | 2006 |
| "Shadowfeet"                                               |                                | 2007 |
| "Albertine"                                                |                                | 2007 |
| "Something in the Water"                                   | Joe Kefali and Campbell Hooper | 2010 |
| "Betty"                                                    |                                | 2010 |
| "Coachella"                                                |                                | 2011 |
| "Psychosocial"                                             |                                | 2014 |
| "Kings & Queens"                                           |                                | 2014 |

## Prêmios e indicações
APRA Awards (New Zealand)
GMA Dove Awards
| Ano  | Trabalho nomeado | Prêmio                    | Resultado |
| ---- | ---------------- | ------------------------- | --------- |
| 2009 | Ela mesma        | Vocalista Feminina do Ano | Indicado  |

## Músicas com Hillsong e outros cantores
Depois do sucesso do primeiro álbum e do seu casamento em março de 2008 com Scott Ligertwood, guitarrista do Hillsong United, em Sydney, Brooke se mudou da Nova Zelândia para a Austrália, onde nos últimos anos tem participado da equipe Hillsong, mas não auxilia somente lá, assim como em Nova Iorque e Londres. Ela também famosa mundo a fora como cantora e compositora, usando seu nome em carreira solo. Ela já cantou em varios álbuns da Hillsong, ao lado de Darlene Zschech, Joel Houston e vários outros.
Algumas músicas escritas, outras reescritas e outras interpretadas por Brooke Fraser junto com a Hillsong Church e Hillsong United:
- Songs for Communion (2006)

"How Can You Refuse Him Now?"  
- United We Stand''''' (2006)

"None But Jesus"
"Revolution" com Scott Ligertwood, Joel Houston, Marty Sampson, e Michael Guy Chislett
- Mighty to Save''''' (2006)

"None But Jesus"
- All of the Above (2007)

"Lead Me To The Cross"
"Hosanna"
"For All Who Are To Come"
- Saviour King''''' (2007)

"Hosanna"
"Lord Of Lords"
- The I Heart Revolution: With Hearts as One  (2008)

"You'll Come"
"Nothing but The Blood"
"Hosanna"
"None but Jesus"
- This is Our God (2008)

"Desert Song"
"You'll Come"
"Turn Your Eyes Upon Jesus"
- Across the Earth: Tear Down the Walls (2009)

"Desert Song"
"Soon"
- A Beautiful Exchange (2010)

"Like Incense/Step By Step"
- Faith+Hope+Love (2009)

"I Will Exalt You"
"His Glory Appears"
- Cornerstone (2012)

"Beneath the Waters (I Will Rise)"
- Glorious Ruins (2013)

"To Be Like You"
"Man of Sorrows"
"You Crown the Year (Psalm 65:11)"
Músicas com participações de Brooke:
- I Don't Feel Anymore (William Fitzsimmons)
- Clinging To The Cross (Tim Hughes)

- No Other Name (2014)

"Depths"
"Our Father"
- Open Heaven / River Wild (2015)

"Love On The Line"
"Transfiguration"
"Jesus I Need You"
Let There Be Light (2016)
"What a Beautiful Name"
"Behold (Then Sings My Soul)"
"Let There Be Light"
Peace The Project (2017)
"Prince of Heaven"